# ایوی هموند
ایوی هموند (به انگلیسی: Evey Hammond) یک شخصیت خیالی و قهرمان اصلی در مجموعه کتاب کمیک وی مثل وندتا از انتشارات ورتیگو/دی‌سی کامیکس است که توسط نویسنده آلن مور و طراح دیوید لوید خلق شده است. او کارآموز شخصیت انقلابی و آنارشیسم V است و از زمانی که وی او را از دست گروه پلیس مخفی لندن نجات داد، در فعالیت‌هایش دخیل شد.
ناتالی پورتمن در فیلم وی مثل وندتا (۲۰۰۵) به کارگردانی جیمز مک‌تیگو وظیفه بازی در این نقش را بر عهده داشت.